# William Gallas
William Gallas (* 17. srpna 1977 v Asnières-sur-Seine, Francie) je bývalý francouzský fotbalový obránce, který naposledy (v sezóně 2013/14) nastupoval za australský tým Perth Glory.

## Klubová kariéra
Do Chelsea jej přivedl v květnu 2001 někdejší trenér Claudio Ranieri za 6,2 milionů liber. Tehdy si vybral dres s číslem 13, protože jej nosil i ve svém předešlém působišti Marseille. Pod Ranieriho taktovkou spolupracoval v obraně s Marcelem Desaillym, později nejčastěji s Johnem Terrym.
V Chelsea se z něj stal jeden z nejlepších obránců, jeho hlavní předností je přehled ve hře a rychlost, jako jeden z mála je schopen udržovat tempo i s takovým útočníkem jako je Thierry Henry.
Kvůli zranění Wayneyho Bridge v sezóně 2004/05 byl přesunut ze středu obrany na levý kraj, kde po pár zápasech dával v médiích jasně najevo, že se mu tato pozice nelíbí, a proto se o něj začaly zajímat přední evropské týmu v čele s Barcelonou. Později koupil José Mourinho Asiera del Horna a Gallas se mohl opět vrátit na své místo vedle Terryho do středu obrany.
Možná nejzvláštnější moment v kariéře zažil Gallas 11. března 2006, kdy vstřelil v utkání s Tottenhamem Hotspur nádherný gól, ale také se v něm zranil.
V létě 2006 spekulace o jeho odchodu značně zesílily, jelikož do týmu přišel Michael Ballack, který také dostal Gallasův dres s třináctkou. Navíc 1. srpna 2006 vyšla do médií zpráva, že Gallas na turné po USA vůbec neodcestoval.
Nicméně o pár dní později, kdy se pořádal tradiční den otevřených dveří v Chelsea takzaný Blue Day Out, přivítali fanoušci Gallase s nadšením a s potleskem ve stoje. Jeho šance, že si zahraje prudce klesly, jelikož do týmu přišel holandský obránce Khalid Boulahrouz.
Proto se stal součástí dohody o výměně hráčů. Do Chelsea přišel z Arsenalu Ashley Cole, Gallas odešel opačným směrem.
V létě 2010 se nedohodl na nové smlouvě v Arsenalu, proto odešel jako volný hráč. Poté odešel do svého již třetího londýnského klubu Tottenham Hotspur FC.
Koncem října 2013 se po úspěšných testech dohodl na smlouvě v australském klubu Perth Glory. Podepsal jednoletou smlouvu.

## Reprezentační kariéra
Gallas byl jedním ze stálých členů francouzské fotbalové reprezentace. Zahrál si na mistrovství světa i Evropy. Reprezentoval Francii i v roce 1997 na juniorském světovém šampionátu.
Gallas byl také jedním z hráčů, kteří po semifinále na mistrovství světa ve fotbale v roce 2006 proti Portugalsku kritizovali soupeřův nečistý styl hry s mnoha zákeřnými fauly.